# Ставкирка на Грипе
Ста́вкирка на Гри́пе (норв. Grip stavkirke) — деревянная церковь на острове Грип в округе Мёре-Ог-Ромсдал, Норвегия.
Однонефная постройка, 12 метров в длину, 6.5 метров в ширину и 6 метров в высоту, является одной из самых маленьких церквей в Норвегии. С 1635 года в церкви нет постоянного священника, но на остров регулярно приезжают священники с окружающих церквей.

## История
Церковь была построена приблизительно в 1470 на самой высокой точке острова, 8 метров над уровнем моря. Церковь относится к типу церквей региона Мёре, имеет сходства к ставкирками в Квернесе и Рёдвене. Из-за неплодородной земли на острове, не существует кладбища на территории церкви, и тела хоронят в другом месте, на кладбище церкви в Бремснесе, находящейся более чем в 10 километрах по открытому морю.
Церковь претерпела значительные изменения в 1621 году, когда стены были заменены и установлен шпиль. Современные окна были установлены в 1870-х годах, тогда же были добавлены портал и ризница. Во время реставрационных работ в 1933 году был установлен новый фундамент, внешние стены были отделаны панелями. Всё это было сделано потому, что церковь не имела облик типичной норвежской ставкирки.
В 1972 году поступило предложение о переносе церкви, но оно не было принято. В 2007 году крыша и шпиль были восстановлены и некоторые панели заменены.

## Интерьер
Алтарь представляет собой триптих из Утрехта в Нидерландах, датируется примерно 1520 годом. В центре триптиха представлена скульптура Девы Марии, по бокам скульптуры Святого Олафа из Норвегии и Святой Маргариты, известной в округе как Санкт Марет. Согласно легенде, триптих является одним из пяти алтарей, которые принесла в дар норвежским церквям принцесса Изабелла Австрийская, после того, как в сопровождении Эрика Валкендорфа, архиепископа Норвегии, в ужасную погоду побывала в этих местах по пути на свадьбу в Копенгаген с датским королём Кристианом II в 1515. Другие алтари были подарены церквям в Кинее, Леке, Хадселе и Рёсте. Четырех алтарей сохранились в целости по сей день, но только алтарь в Грипе остался в первоначальном виде. Несмотря на то, что алтарь содержит три скульптуры святых, алтарь пережил протестантскую реформацию Норвегии в 1537 году. Был восстановлен в 2002 году.
Новый орган из Нидерландов с 270 деревянными трубами был подарен в 2006 году, который из-за влажности будет устанавливаться в церкви только во время летнего сезона. В остальное время года, орган используется в другой церкви.
Церковь также имеет небольшую алтарную чашу 1320 года, холст с двусторонней живописью 16-го века, и два макета кораблей, подаренные моряками.

## Медиагалерея

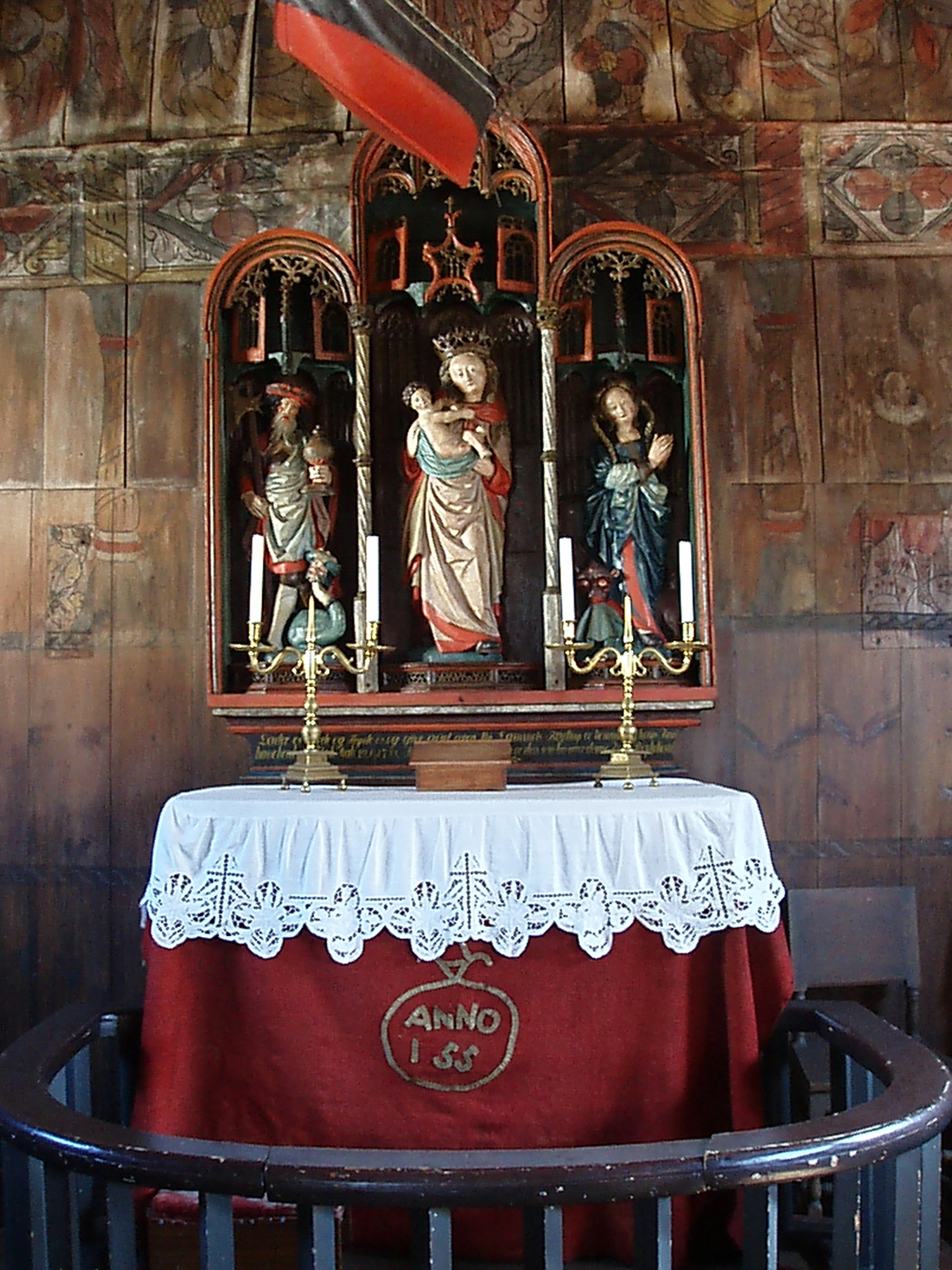
Алтарь с триптихом и макетом корабля
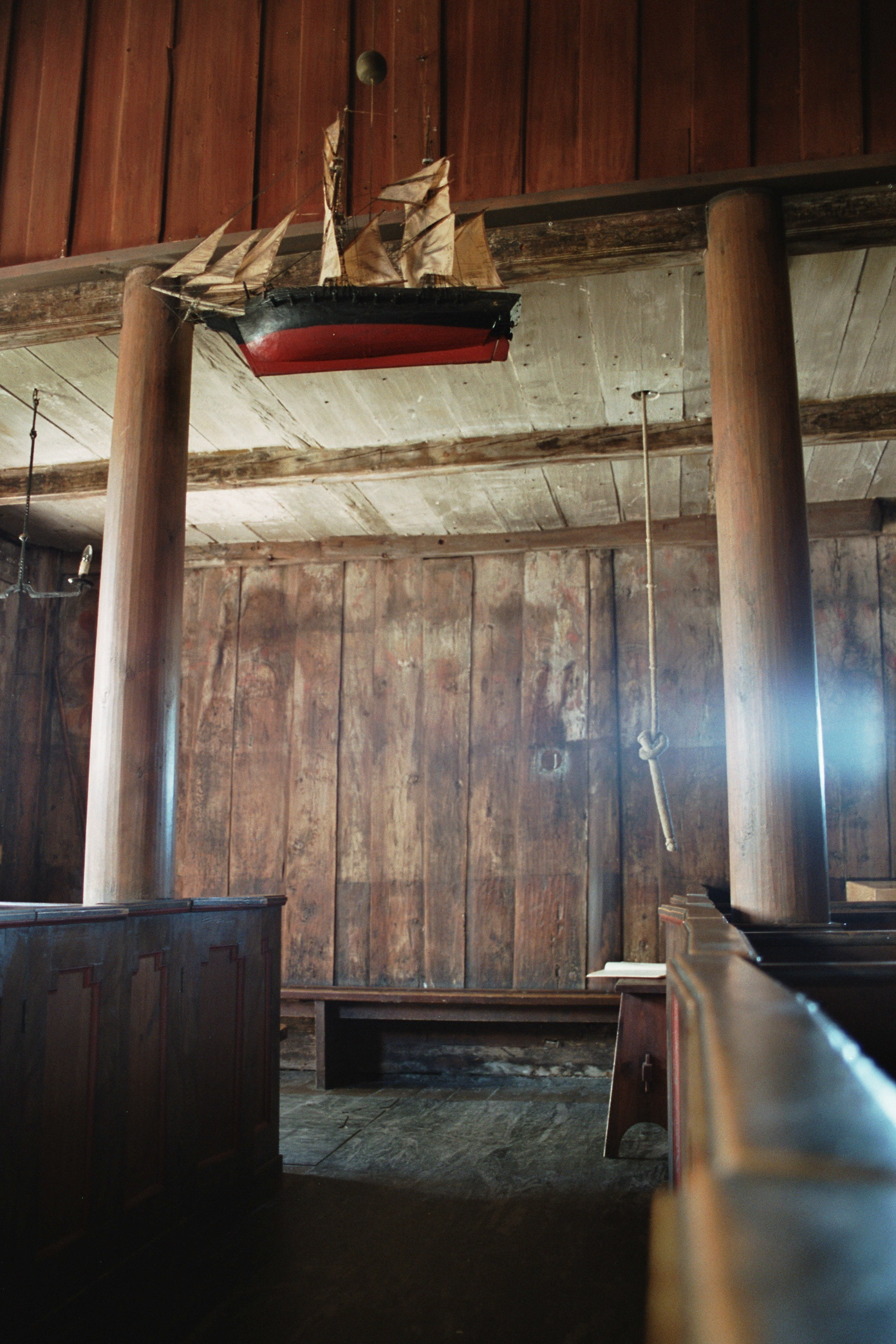
Основной объём и второй макет корабля
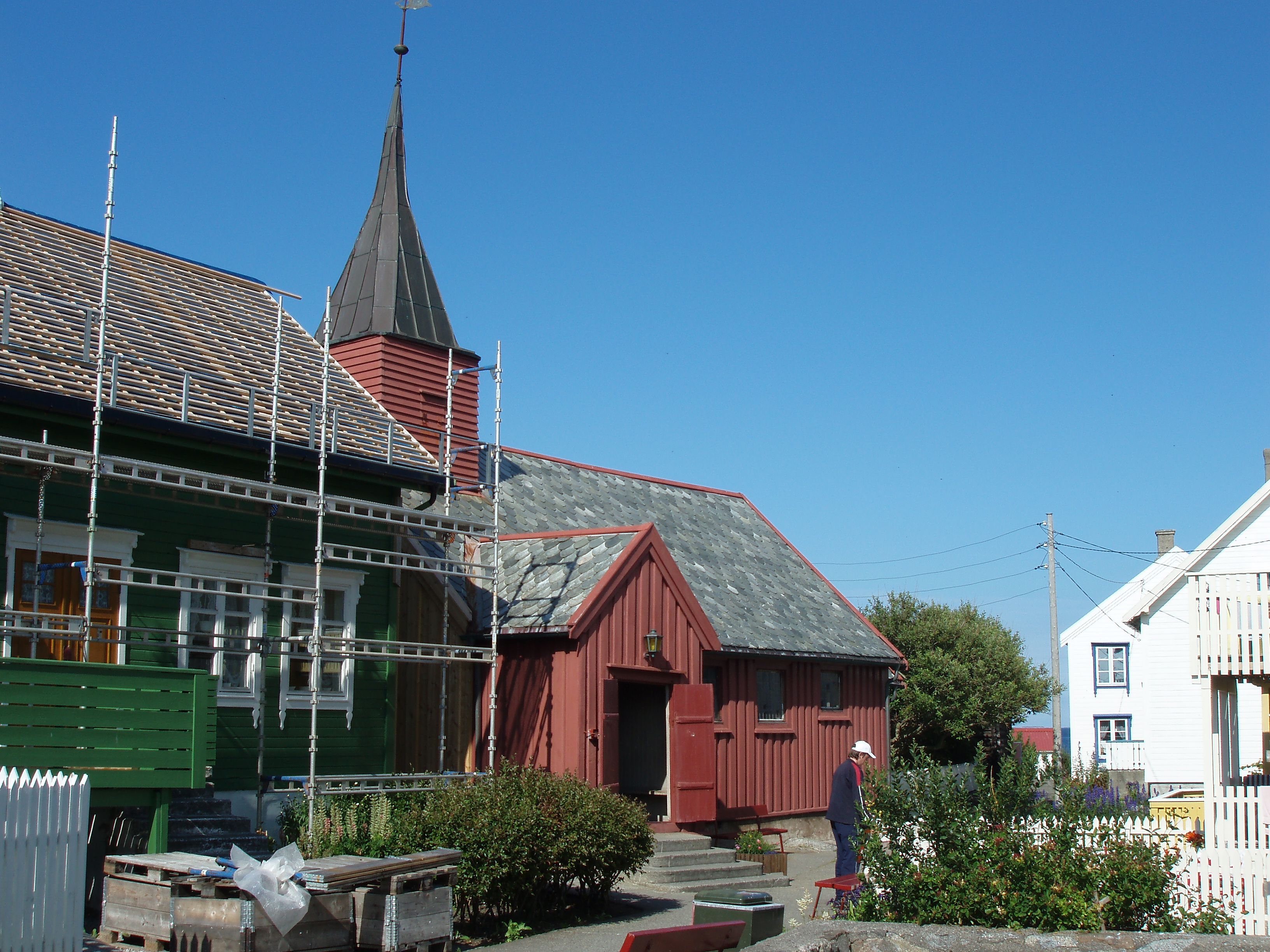
Церковь в окружении соседних построек